# Ipofosfatasia
L'ipofosfatasia (HPP) è una malattia metabolica ereditaria rara e talvolta letale. La caratteristica principale di questa patologia è il difetto di mineralizzazione di ossa e denti; la presentazione è eterogenea e va da una forma grave perinatale rapidamente letale a forme lievi e progressive che compaiono tardivamente nel corso della vita. Possono essere presenti anche sintomi generali come insufficienza respiratoria, convulsioni, debolezza muscolare, dolore alle ossa, calcificazioni a livello renale. L'HPP è causata da mutazioni del gene della fosfatasi alcalina tessuto non specifica (TNAP), che provocano un'alterazione dell'attività enzimatica di questo enzima.

## Eziologia della HPP
Sono presenti 4 isoenzimi di fosfatasi alcaline nell'organismo umano: fosfatasi alcalina intestinale (presente solo nell'intestino), fosfatasi alcalina placentare (presente solo nella placenta), fosfatasi alcalina delle cellule germinali (presente solo in queste cellule) e fosfatasi alcalina non tessuto specifica (TNAP, presente in tutto l'organismo ma soprattutto in fegato, ossa e rene; è noto che questo enzima ha un ruolo importante nella regolazione della mineralizzazione sia nelle ossa che nei denti, oltre che nel metabolismo della vitamina B6). TNAP è fisiologicamente attivo in forma dimerica e degrada i substrati extracellulari pirofosfato inorganico [PPi potente inibitore della mineralizzazione], piridossal-5'-fosfato [PLP principale forma attiva della vitamina B6] e fosfoetanolammina [PEA].
L'HPP è causata da mutazioni del gene che codifica per l'isoenzima TNAP; questo gene è soggetto ad un'elevata eterogeneità allelica, e ad oggi sono state individuate oltre 260 mutazioni, 3/4 delle quali di tipo missenso (tipo di mutazione nella quale la modifica di una singola base del DNA provoca la sostituzione di un diverso amminoacido nella proteina). Questa varietà di mutazioni provoca un'ampia espressione di sintomi clinici. Le forme più gravi della malattia sono causate da un'ereditarietà autosomica recessiva mentre quelle meno gravi si possono associare a ereditarietà dominante o recessiva.

## Prevalenza
La prevalenza dell’HPP non è nota. La stima della prevalenza della forma grave della malattia negli USA è di 1:100.000 nati vivi, mentre in Europa è di 1/300.000.

## Manifestazioni cliniche
Sulla base dell'età alla diagnosi, l'HPP viene classificata nelle seguenti forme cliniche: HPP perinatale, HPP del lattante, HPP dell'infanzia e HPP dell'età adulta e odontoipofosfatasia.
- Nell’HPP perinatale è presente già durante la gravidanza una marcata alterazione della mineralizzazione. Spesso il feto è morto alla nascita; alcuni bambini riescono a sopravvivere pochi giorni, ma decedono per gravi complicanze respiratorie dovute a polmoni ipoplasici, deformità rachitiche della cassa toracica, che non permette un’espansione polmonare adeguata. Altri segni/sintomi caratteristici sono speroni osteocondrali ricoperti da pelle che protrudono da gambe e braccia, apnea, fratture, deformità e accorciamento delle ossa lunghe, convulsioni sensibili alla somministrazione di vitamina B6, alterazioni proprie del rachitismo, epifisi e metafisi poco mineralizzate. È possibile fare diagnosi durante il secondo trimestre di gravidanza mediante ecografia, anche se non può essere distinta da altre displasie ossee. Esiste anche una forma benigna, in cui si osserva un miglioramento spontaneo della mineralizzazione nonostante la presenza delle deformazioni delle ossa lunghe sopra descritte.

- Nell’HPP del lattante i bambini sembrano normali alla nascita, e i segni/sintomi clinici compaiono entro i 6 mesi di vita: difetto della crescita, rachitismo, ipotonia muscolare, insufficienza respiratoria e convulsioni. Circa il 50% dei pazienti affetti muore, soprattutto per complicanze respiratorie causate dalla deformità rachitiche della cassa toracica. Altri segni/sintomi sono: craniosinostosi (fusione prematura delle suture del cranio, che provoca aumento della pressione endocranica), ritardo della crescita, demineralizzazione scheletrica generalizzata e progressiva, ipercalcemia/ipercalciuria, irritabilità, anoressia, polidipsia, poliuria, dolore addominale, vomito e rischio di nefrocalcinosi, perdita di peso, perdita prematura dei denti decidui, rachitismo, convulsioni sensibili alla somministrazione di vitamina B6.

- HPP pediatrica: compare tra 6 mesi e 18 anni di età. A causa della ipomineralizzazione dello scheletro, i sintomi/segni tipici di questa forma riguardano soprattutto questo apparato: deformità scheletriche, ossa lunghe arcuate, bassa statura, fratture, dolore osseo, dolore e debolezza muscolare, rigidità articolare, segni di rachitismo, articolazioni allargate, bassa densità ossea, ritardo del cammino, perdita prematura della dentizione primaria sana (senza dolore né emorragia), craniosinostosi (aspetto radiografico a “rame battuto”), andatura ondeggiante. È stata descritta una remissione spontanea della malattia ossea, dopo la chiusura delle cartilagini di accrescimento, ma la malattia può ricomparire in età adulta.

- L’HPP dell’adulto compare di solito nella mezza età (terzo o quarto decennio). Il primo segno può essere un dolore al piede, da frattura da stress dei metatarsi. I sintomi e segni della malattia sono osteopenia, osteoporosi, dolore nei muscoli scheletrici, perdita precoce o estrazione della dentizione adulta (53,5% dei pazienti circa), osteoartropatia, pseudogotta, condrocalcinosi, calcificazioni periarticolari, iperparatiroidismo primario. L’esame radiologico mostra ipomineralizzazione ossea diffusa e talvolta pseudofratture indicative di osteomalacia, che possono trasformarsi in vere e proprie fratture che non consolidano (che provocano nel tempo un’alterazione funzionale significativa). Nella storia clinica di questi pazienti è spesso presente una perdita precoce della dentizione primaria durante l’infanzia o precedenti manifestazioni di rachitismo già trattate. Frequentemente i pazienti hanno una limitazione della propria attività quotidiana e hanno bisogno di sostegni meccanici (bastone, camminatore, sedia a rotelle).

- L’odontoipofosfatasia, è la forma meno grave di HPP, caratterizzata dalla perdita spontanea di denti primari (soprattutto incisivi) con la radice completa (causata dall’assenza di cemento nelle radici dei denti) e/o grave carie, che spesso non è associata ad anomalie del sistema scheletrico. Questa forma deve essere sempre presa in considerazione quando un paziente ha una perdita inspiegata dei denti sia decidui che definitivi.

## Diagnosi
Oltre che sui segni/sintomi clinici, la diagnosi di HPP si basa sui test di laboratorio e sui reperti radiografici.
- Test di laboratorio.: il test di laboratorio fondamentale per fare la diagnosi di certezza di HPP è la valutazione della fosfatasi alcalina: infatti nell’HPP si osserva un basso livello sierico di fosfatasi alcalina (il range di normalità deve essere sempre aggiustato per età e sesso del paziente). La riduzione dei valori ematici di fosfatasi alcalina provoca la mancata degradazione dei suoi substrati prema descritti. Per questo i test di laboratorio mostrano un PLP plasmatico alto (marker biochimico caratteristico della HPP), un PPi sierico alto e una PEA sierica o urinaria elevata (anche se sono marker aspecifici e difficili da eseguire). In genere, maggiore è la gravità dell’HPP, minore è la concentrazione plasmatica della fosfatasi alcalina e maggiore quello del PLP. Altri esami: nell’HPP del lattante, ipercalcemia e ipercalciuria sono frequenti, mentre nella forma pediatrica l’ipercalciuria e l’ipercalcemia non sono frequenti ma associate a bassi livelli di PTH e vitamina D. Nel 50% dei casi di HPP pediatrica e dell’adulto, i livelli sierici di fosforo possono essere elevati rispetto ai soggetti normali.

- Radiologia e altre valutazioni ossee: La forma in utero può essere individuata durante il secondo trimestre di gestazione con l’ecografia; alla radiografia è presente una quasi totale mancanza di mineralizzazione ossea, o alterazioni tipiche del rachitismo. Nell’HPP del lattante, l’esame radiologico mostra demineralizzazione scheletrica generalizzata e progressiva, e i segni tipici del rachitismo. Le radiografie delle ossa lunghe dei pazienti con HPP pediatrica possono mostrare difetti nella cartilagine nella zona di crescita alla metafisi, denominati lingue o zone radiotrasparenti; inoltre, in presenza di craniosinostosi, il cranio può avere un aspetto a “rame battuto”. Nella forma dell’adulto, la radiologia può mostrare pseudofratture indicative di osteomalacia, osteopenia generalizzata e condrocalcinosi. La densitometria (DEXA) conferma l’eventuale bassa densità ossea nel femore e nella colonna vertebrale. Infine, nell’odontoipofosfatasia, la radiografia dentale mostra ridotto osseo alveolare, camere pulpari e canali radicolari allargati. La biopsia ossea può evidenziare un aumento patologico della matrice ossea non mineralizzata anche in pazienti senza evidenza radiologica di HPP.

- Studio genetico: lo studio delle mutazioni del gene TNAP può essere utile per confermare la diagnosi di HPP quando i dati clinici e di laboratorio non sono chiari, e per offrire una consulenza genetica e una diagnosi prenatale molecolare alle famiglie con bambini affetti dalla patologia. Poiché le forme gravi di HPP sono trasmesse in forma autosomica recessiva, mente quelle clinicamente più lievi sia in forma autosomica recessiva che dominante, il rischio di recidiva delle forme gravi è del 25%.

## Trattamento dell’HPP
Fino ad oggi, la gestione della HPP si basava soprattutto su trattamenti palliativi per il miglioramento dei sintomi, sul mantenimento del bilancio del calcio e sull’adozione di interventi fisici, occupazionali, odontoiatrici e ortopedici, quando necessario. In particolare:
- Ipercalcemia: riduzione dell’introduzione di calcio con la dieta, idratazione e somministrazione di diuretici dell’ansa e di glucocorticoidi
- Insufficienza respiratoria: ventilazione meccanica o supporti respiratori
- Convulsioni: somministrazione di vitamina B6
- Craniosinostosi: trattamento chirurgico per evitare danni al cervello da aumento della pressione endocranica
- Fratture: trattamento standard ma con un periodo di stabilizzazione maggiore; negli adulti può essere necessario il fissaggio chirurgico
- Problemi dentali (possono causare malnutrizione e problemi del linguaggio nei bambini): cure dentali e monitoraggio continuo da parte di un dentista esperto
- Anti-infiammatori non steroidei: possono migliorare l’alterazioni fisica, il dolore e il cammino a distanza e l’infiammazione metabolica secondaria causata dalla malattia
- Evitare la somministrazione di bifosfonati, vitamina D e di integratori minerali (a meno che si evidenzino carenze importanti), perché possono aggravare l’ipercalciuria e l’ipercalcemia
- Altri tentativi terapeutici, con risultati alternanti: infusione di fosfatasi alcalina purificata da pazienti con Morbo di Paget o estratta da placente umane sane; trapianto di frammenti ossei di osteoblasti coltivati; trapianto allogenico di midollo osseo e di cellule mesenchimali; cortisone, trattamento a breve termine con zinco e magnesio; paratormone ricombinante

Recentemente sono stati pubblicati dati promettenti su una terapia enzimatica sostitutiva con una proteina di fusione denominata asfotasi alfa (o ENB-0040). La somministrazione di questo enzima a 11 neonati o bambini con HPP potenzialmente letale ha permesso di migliorare i reperti radiografici scheletrici e la funzionalità respiratoria e fisica.